# 御幸橋停留場
御幸橋停留場（日语：／ Miyuki-bashi teiryūjō */?），又稱御幸橋電車站，是位於廣島縣廣島市中區千田町三丁目，廣島電鐵宇品線的電車站。車站編號為U8。

## 歷史
在1912年（大正元年），宇品線紙屋町至此電車站之間開通，此電車站啟用。當時為宇品線的終點，同時計劃向宇品方向建設電車站。從此處前往宇品地區需要經過御幸橋跨越京橋川。當時的御幸橋不能夠敷設路軌，因此需要建設新的路軌專用橋跨越比較寬的京橋川。跨越御幸橋的路軌需要暫停敷設。御幸橋東詰至宇品區間在1915年（大正4年）開通，在開通後，御幸橋東詰的電車站（參見皆實町六丁目停留場）與此電車站之間需要步行轉乘。
當中，御幸橋東詰至宇品比橋樑提早落成的原因是由於當時計劃於紙屋町和宇品周邊舉行廣島縣物產共進會，因此建橋之事需要暫緩。實際上，御幸橋東詰至宇品之間開通日期的3日後便是共進會開始舉行當日。後來，跨越京橋川的橋樑在4年後的1919年（大正8年）建成，使廣島站前至宇品全開接通。當時該橋樑是路軌專用橋，在1931年（昭和6年）改為道路與路軌共用橋（第二代御幸橋）。
在太平洋戰爭下的1944年（昭和19年），御幸橋停留場暫停營業。隨後經歷廣島市被投下原子彈後，使宇品線不能通行。宇品線電鐵前至向宇品之間在同月18日重開，此電車站重啟。而御幸橋在被原子彈炸毀後的橋樑是第二代，隨著該橋樑開始老化和交通量增加，於1990年（平成2年）建設了新橋樑替代。
- 1912年（大正元年）11月23日 - 宇品線紙屋町至此電車站之間開通，此電車站啟用[5]。
- 1915年（大正4年）4月3日 - 宇品線御幸橋東詰至宇品之間開通[5]。御幸橋至御幸橋東詰之間，乘客需要步行通過御幸橋（日语：御幸橋 (広島市)）連接兩電車站[2]。
- 1919年（大正8年）5月25日 - 御幸橋至御幸橋東詰之間的京橋川（日语：京橋川）路軌專用橋落成[5]。宇品線全線開通。
- 1944年（昭和19年）6月10日 - 電車站暫停營業[5]。
- 1945年（昭和20年）8月18日 - 電車站恢復營業[6]。

## 電車站構造
電車站是建造在共用行車道上。電車站設有2面2線的相對式低地台月台，路線向南北兩邊延伸。從路線起點觀看此電車站，左邊是廣島港方向的下行月台，右邊是紙屋町和本線方向的上行月台。
月台可容納3卡、5卡掛接電車。整座上行月台設有上蓋，下行月台於單卡編成電車乘車處設有上蓋。

### 運行系統
此電車站是宇品線電車站之一。0、1、3系統會駛入此站。
| 下行月台 | 1號線 · 3號線 | 前往廣島港     |
| 下行月台 | 3號線         | 前往宇品二丁目 |
| 上行月台 | 0號線         | 前往廣電本社前 |
| 上行月台 | 1號線         | 前往廣島站     |
| 上行月台 | 3號線         | 前往廣電西廣島 |

## 電車站周邊
電車站位於京橋川的西邊，電車站鄰近御幸橋的西邊入口。電車站附邊設有住宅區。電車站西邊設有中區文化設施。電車站鄰接的御幸橋西詰路口中，廣島市道霞庚午線、廣島縣道243號廣島港線和廣島市道御幸橋三篠線在該路口交匯，因此交通流量較多。
- 修道中學·修道高等學校（日语：修道中学校・修道高等学校）
- 廣島美容專門學校（學校法人上野學園（日语：学校法人上野学園 (広島県)）旗下）
- 中區體育中心
- 廣島市政廳工業技術中心
- 平野公園
- 南千田公園
- 千田污水處理廠
- 廣電巴士（日语：広電バス）12號線（日语：広島電鉄仁保営業課#現行路線）　御幸橋巴士站
- 廣島巴士21-1號線、50號線　御幸橋巴士站
- 廣島巴士50號線　修道學園前巴士站

## 相鄰電車站
廣島電鐵
■宇品線
廣電本社前（U7）－御幸橋（U8）－皆實町六丁目（U9）

## 注腳

## 外部連結
- 御幸橋 | 電車情報：電停指南 （页面存档备份，存于）（日語） - 廣島電鐵